# أدريان توماس
أدريان توماس (بالإنجليزية: Adrian Thomas)‏ هو ملحن بريطاني، ولد في 1947.

## وصلات خارجية
- أدريان توماس على موقع IMDb (الإنجليزية)
- أدريان توماس على موقع ميوزك برينز (الإنجليزية)
- أدريان توماس على موقع قاعدة بيانات الفيلم (الإنجليزية)